# Patinação artística na Universíada de Inverno de 2007 - Duplas
A competição de duplas da patinação artística na Universíada de Inverno de 2007 foi realizada no Palavela, em Turim, Itália. O programa curto foi disputado no dia 18 de janeiro e a patinação livre no dia 19 de janeiro de 2007.

## Medalhistas
| Ouro   | CHN Zhang Dan / Zhang Hao                  |
| Prata  | UKR Tatiana Volosozhar / Stanislav Morozov |
| Bronze | RUS Arina Ushakova / Sergei Karev          |

## Resultados

### Geral
| Pos.              | Nome                                   | Nacionalidade | Pontos | PC        | PL         |
| ----------------- | -------------------------------------- | ------------- | ------ | --------- | ---------- |
| Medalha de ouro   | Zhang Dan / Zhang Hao                  | China         | 181.87 | 65.42 (1) | 116.45 (1) |
| Medalha de prata  | Tatiana Volosozhar / Stanislav Morozov | Ucrânia       | 150.20 | 54.80 (2) | 95.40 (2)  |
| Medalha de bronze | Arina Ushakova / Sergei Karev          | Rússia        | 136.28 | 47.48 (3) | 88.80 (4)  |
| 4                 | Daria Kazuchiz / Sergei Rosliakov      | Rússia        | 132.43 | 45.60 (4) | 86.83 (5)  |
| 5                 | Elena Efaieva / Alexei Menshikov       | Rússia        | 128.27 | 39.38 (5) | 88.89 (3)  |

Legenda
| Recorde mundial      | Recorde mundial (World record)               |                       | Recorde africano                      | Recorde africano (African) |                                           | Q | Classificado por posição (Qualified) |
| Recorde olímpico     | Recorde olímpico (Olympic record)            | Recorde da América    | Recorde da América (Americas)         | q                          | Classificado por melhor tempo (Qualified) |   |                                      |
| Melhor marca do ano  | Melhor marca do ano (World leading)          | Recorde asiático      | Recorde asiático (Asian)              | DNS                        | Não largou (Did not start)                |   |                                      |
| Recorde nacional     | Recorde nacional (National record)           | Recorde europeu       | Recorde europeu (European)            | DNF                        | Não terminou (Did not finish)             |   |                                      |
| Recorde pessoal      | Recorde pessoal do atleta (Personal best)    | Recorde da Oceania    | Recorde da Oceania (Oceania)          | DSQ / DQ                   | Desclassificado (Disqualified)            |   |                                      |
| Recorde da temporada | Recorde da temporada do atleta (Season best) | Recorde sul-americano | Recorde sul-americano (South America) | NM                         | Sem marca (No mark)                       |   |                                      |